# Maroa (Venezuela)
Maroa es una ciudad venezolana, capital del municipio homónimo del estado Amazonas, en la Región Guayana. En el 2011 contaba con 3031 habitantes según el INE, lo cual representa el 1,4 % de la población total del estado, convirtiéndola en la comunidad menos poblada del Estado Amazonas.  

## Historia
Maroa fue fundada el 19 de septiembre de 1760, por el Cacique Maruwa, de quien deriva su nombre. 

## Ubicación
Se encuentra en las coordenadas N2 43 00.3 W67 32 59.9. al oeste del Estado Amazonas, en las orillas del Río Negro.

## Población
Según el INE es la ciudad menos poblada del Estado Amazonas con 3031 habitantes, representando apenas el 1,4% de la población amazonense total. La mayoría de sus pobladores son indígenas, y se identifican como parte del pueblo Baniva.

## Clima
El clima de la zona es el ecuatorial lluvioso.
Temperatura
La temperatura tiene una máxima de 26 °C, una media de 20 °C y una mínima de 16 °C.

## Relieve
Al estar ubicada al sur de Amazonas es de relieve selvático.

## Recursos
La madera es uno de los recursos más explotados por los habitantes de la localidad.

## Cultura
Al igual que el resto de pequeñas comunidades de Amazonas, gran parte de los pobladores se identifican como indígenas. En la localidad se siguen practicando costumbres ancestrales de los mismos.
Costumbres
- Baile de Pilar.
- Fiesta de Río Negro.
- Carnaval de Maroa.

## Economía
La economía se basa principalmente en la explotación de la madera y en la pesca de subsistencia. Los pobladores locales emplean la madera como material esencial para la construcción de palafitos tradicionales, así como en la fabricación artesanal de embarcaciones, utilizadas tanto para la pesca como para otras actividades productivas y de transporte. 

### Ganadería
Debido a su ubicación remota y a las condiciones del clima selvático, las actividades ganaderas presentan limitaciones significativas. Sin embargo, algunos pobladores crían de forma doméstica animales como cerdos y vacas, aunque en pequeñas cantidades, destinados al consumo local y no a escala comercial.